# 藤原娍子
藤原娍子，972年（天禄三年）—1025年4月25日（万寿二年三月二十五）），平安时代中期第67代三条天皇皇后。父亲为赠右大臣藤原济时，母亲为源延光外孙女。

## 人物生平

### 入内缘由
娍子的父亲藤原济时曾得村上天皇传授古筝技艺，娍子从父亲那里继承了这门技艺，精通一些不传之曲。当时三条天皇（居贞亲王）尚是东宫，有僧侣出入他的宫殿，谈到娍子，东宫因此心动，让僧侣们传旨纳娍子。娍子的父亲十分高兴，遵命使娍子入侍东宫。正历二年嫁入东宫，居住于宣耀殿，当时十九岁。

### 成为皇后
娍子入内时，东宫已有一位名叫藤原绥子的尚侍，这位绥子是东宫的母亲藤原超子的异母妹。曾有宠，后来失宠了。于是东宫一心宠爱娍子，东宫生涯间与娍子生下四男二女。后来关白藤原道隆也将女儿藤原原子送入东宫处，但原子不曾生下子嗣便已亡故。

寛弘8年6月13日（1011年7月16日），东宫登基，是为三条天皇。当时左大臣藤原道长已称霸政坛，在三条天皇即位前夕将次女藤原妍子送入了后宫。对于此事，娍子表示：“时势如此，我早已清楚，没什么奇怪的。我只要养育诸子，皈依佛教就好。可是考虑到我的儿子的未来，又不能不忧虑。”

长和二年，藤原妍子越过陪伴三条天皇多年、子嗣丰饶的娍子，被立为中宫。于是三条天皇打算学前朝“一帝二后”，将娍子立为皇后，却忌惮道长而不敢说。娍子推辞，毫不怨言。道长却劝天皇立娍子为皇后。天皇答：“立大纳言之女为皇后，以往还没有这样的例子，不会招致异议吗？”道长对说：“追赠她的父亲藤原济时，有何不可？”天皇深以为意，派遣使者到藤原济时墓前，追赠其为右大臣。

于是在同长和二年四月，娍子立为皇后。然而，道长之所以同意立娍子为后，是为了平息外廷的议论，并非是真心实意。于是，在立后当日，大臣以下诸公卿都在中宫妍子那里，天皇派遣使者召他们来参加仪式，竟没有人来，令天皇无比愤怒却又无可奈何。接着在确定侍奉皇后的官职人选时，大家又都躲避不任。娍子为此郁郁寡欢，天皇非常怜悯她。

### 悲凉余生
长和五年，藤原道长以三条天皇眼疾加重为缘由，逼三条天皇禅位于后一条天皇。藤原道长想立后一条天皇的亲弟弟敦良亲王为新东宫，而三条天皇执意立娍子所生的长子敦明亲王为储君。敦明亲王听说后，坐立不安，想要回绝，于是告诉母亲：“如果我今日得到储位，那明天我就回堀河府邸去。”娍子为此十分忧心，对中纳言藤原怀平说：“我这个儿子好像得了狂病一样，执意要立他，恐怕不利于我家。我想以次子中务宫敦仪亲王代之，你可以去和右大将藤原实资商量。”藤原实资惶恐，不敢议论。最终敦明被确立为新东宫。接着朝廷要商议由谁来担当东宫的职员，内外臣僚惧怕道长，都坚决辞退不受。

宽仁元年(1017年)，三条天皇驾崩。内外朝臣害怕道长，无人敢侍奉新东宫。致使东宫门可罗雀，庭生杂草。同年8月9日，敦明亲王难抵压力主动辞去储位，被藤原道长尊为“小一条太上皇”。当时娍子听说儿子被废，非常震惊，悲不自胜，不知道长在东宫处便说道：“东宫有何罪，要逼他到这个地步？”道长听到后，哭笑不得。

宽仁三年(1019年)，娍子落饰。万寿二年(1025年)三月，娍子崩御，葬于西院。遗令停国忌、山陵、素服、举哀。

## 轶事
在《大日本史·藤原原子传》中记载，和娍子同为东宫女御的藤原道隆之女藤原原子突然呕血而死，当时的人都相传是娍子或是她身边的侍女下的毒手。

## 子女
- 第一皇子：敦明亲王（小一条院）（994-1051） - 后一条天皇皇太子
- 第二皇子：敦仪亲王（997-1054） - 三品式部卿
- 第三皇子：敦平亲王（999-1049） - 二品兵部卿
- 第一皇女：当子内亲王（1001-1023） - 伊势斋宫
- 第二皇女：禔子内亲王（1003-1048） - 藤原教通室
- 第四皇子：師明親王（性信入道親王）（1005-1085） - 仁和寺御室